# Ojajärvi (sjö i Orimattila, Päijänne-Tavastland)
Ojajärvi är en sjö i kommunen Orimattila i landskapet Päijänne-Tavastland i Finland. Arean är 32 hektar och strandlinjen är 3,25 kilometer lång. Sjön  ingår i Borgå å huvudavrinningsområde. Den ligger omkring 19 kilometer sydväst om Lahtis och omkring 79 kilometer norr om Helsingfors. 